# Андреевка (Казанковский район)
Андре́евка (укр. Андріївка) — село в Казанковском районе Николаевской области Украины.
Основано в 1837 году под названием Солдатское, входило в Казанковскую волость. Население по переписи 2001 года составляло 34 человек. Почтовый индекс — 56040. Телефонный код — 5164. Занимает площадь 0,694 км².

## Местный совет
56040, Николаевская обл., Казанковский р-н, с. Великоалександровка, ул. Гагарина, 33